# Porfirio Fisac
Porfirio Fisac de Diego (Fuenterrebollo, 24 gennaio 1965) è un allenatore di pallacanestro spagnolo.

## Carriera
Nel 2018, entra nella storia del basket spagnolo in qualità di allenatore della Delteco GBC, per aver scelto di far partire da titolare l'atleta Asier de la Iglesia, primo giocatore con sclerosi multipla ad aver giocato nella massima serie del basket iberico, durante la partita contro Divinas Seguros Joventut.